# 4 صور 1 كلمة
4 صور 1 كلمة (بالإنجليزية:4 Pics 1 Word) هي لعبة ألغاز تم إصدارها في 13 فبراير 2013 بواسطة شركة إل أو تي يو إم محدودة وهي لعبة مجانية متوفرة على أنظمة أندرويد وآي أو إس.